# Зенбицкий, Михаил Николаевич
Михаил Николаевич Зенбицкий (25 июня 1865—лето 1917) — губернский секретарь, член III Государственной думы от Смоленской губернии.

## Биография

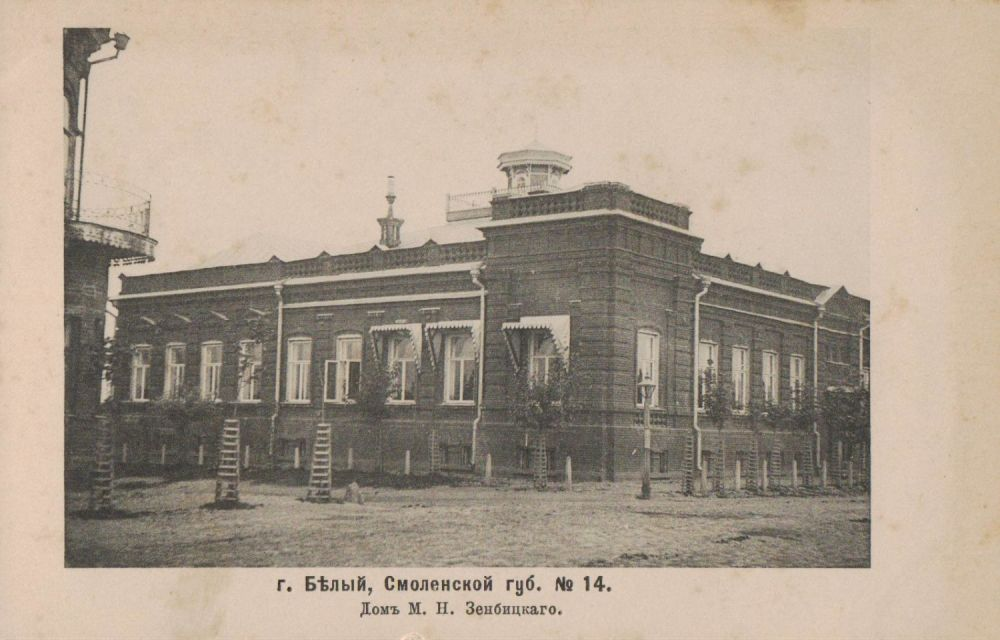
Дом М. Н. Зенбицкого на почтовой открытке 1904 года.

Происходил из Бельского купечества. Его отец купец первой гильдии Николай Иванович Зембицкий (1826?—1900), потомственный почётный гражданин и Бельский городской голова. Мать Александра Михайловна урожденная Спицына (1848?—1900). В 1873 году Бельский Городской Голова ходатайствовал перед Смоленским губернатором об открытии в городе Белом городского общественного банка торгового дома 1-й гильдии купцов братьев Николая и Александра Зенбицких.  Имел личное дворянство.
Получил среднее образование[где?]. Владел имением Ивановское в Бельском уезде, лесными дачами Павловское и Заозерье с лесопилкой. 7 июня 1902 вступил в должность городского головы города Белого. Но 7 сентября того же 1902 года Зенбицкий передал "по болезни" исполнение должности городского головы заместителю М. В. Пирожкову, от которого и принимал дела в июне.
В 1911 году судья уездного съезда Бельского уезда. С 1911 гласный Смоленского губернского земства от Бельского уезда. Городской мировой судья города Белого. Попечитель городской больницы там же. Владел землями площадью 7 000 десятин и 3 домами общей стоимостью 60 тысяч рублей. Годовой доход составлял 7 тысяч рублей.
22 июня  1911 на дополнительных выборах избран на место скончавшегося Н. М. Лютова депутатом Государственной думы III созыва от 1-го съезда городских избирателей Смоленской губернии. Работал в Думе с её 5-й сессии, то есть с 22 июня 1911 года. Вошёл в состав фракции октябристов. Состоял членом комиссий по направлению законодательных предложений, по исполнению государственной росписи доходов и расходов.
В 1915 году почётный мировой судья уездного съезда Бельского уезда Смоленской губернии. В 1915  гласный уездного земства Базельского уезда. В 1915 году член уездного присутствия по воинской повинности по 1-му участку; директор уездного тюремного отделения – уездный член смоленского окружного суда; председатель земской управы Бельского уезда; член уездного училищного совета от земства; член попечительского совета женской гимназии
Имел собственное фотоателье в городе Белом. Занимался разведением породистой домашней птицы (кур, идюшек, уток), выставлял их на выставках в Москве, продавал племенной материал, о чем в 1913 году дал объявление в журнале «Сельский хозяин».
Скончался летом 1917 года, похоронен в городе Белый (современная Тверская область). Место захоронения потеряно. Правнук М. Н. Зенбицкого предполагает, что, возможно, памятник просто не успели поставить, так как наступил октябрь 1917-го.

## Семья
- Жена —  Вера Николаевна, урождённая Цызырева, дворянка. Её мать, Вера Капитоновна Цызырева, основала на собственные средства женскую гимназию.
- Брат — Пётр Николаевич Зенбицкий, (1875—?), родился в г. Белый Смоленской губернии, старший делопроизводитель описательного отдела Московского архива Министерства юстиции, член-сотрудник Историко-Родословного Общества в Москве[1].

### Архивы
- Российский государственный исторический архив. Фонд 1278. Опись 9 Дело 292.